# Ritsem

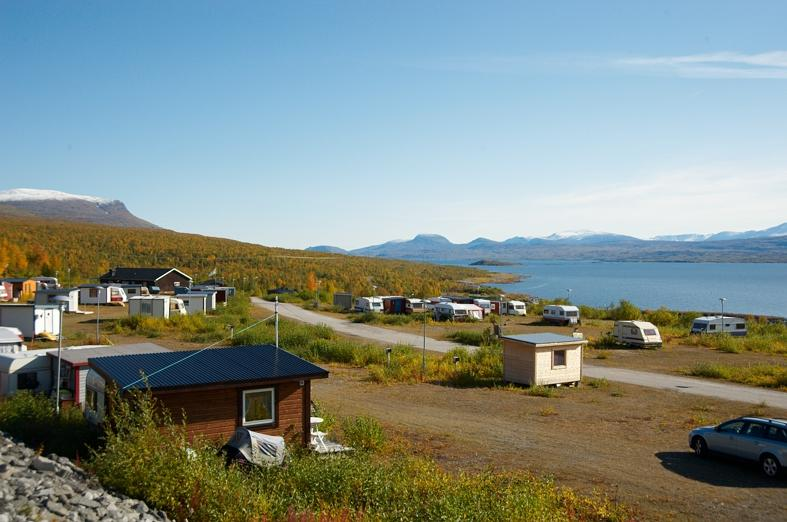
Campingplatsen i Ritsem med utsikt över Akkajaure.

Ritsem (lulesamiska: Rijtjem) är en ort och ett sameviste i Gällivare kommun.
I Ritsem finns bland annat Ritsems kraftstation vars tillföde avvattnar sjön Sitasjaure till Akkajaure. Platsen är dessutom ett sameviste och det finns även en fjällstuga vilken drivs av Svenska Turistföreningen.  Stugan betjänar i huvudsak turister som söker sig till/från norra Padjelanta och norra Sarek och vilka utnyttjar en båtlinje över Akkajaure.
Ritsem ligger nära Stora Sjöfallets nationalpark.
Från Ritsem finns en reguljär bussförbindelse med Gällivare både sommar- och vintertid.